# 南欧黑松
南欧黑松（学名：Pinus nigra var. poiretiana）为松科松属的变种。分布于南欧等地。

## 别名
欧洲黑松（东北木本植物图志）